# Samba Sow
Samba Sow (Bamako, Malí, 29 de abril de 1989) es un exfutbolista maliense que jugaba como centrocampista.

## Clubes
| Club                    | País       | Año       | Partidos | Goles |
| ----------------------- | ---------- | --------- | -------- | ----- |
| R. C. Lens              | Francia    | 2009-2013 | 99       | 2     |
| Kardemir Karabükspor    | Turquía    | 2013-2015 | 60       | 1     |
| Kayserispor             | Turquía    | 2015-2017 | 57       | 3     |
| F. C. Dinamo Moscú      | Rusia      | 2017-2019 | 42       | 0     |
| Nottingham Forest F. C. | Inglaterra | 2019-2021 | 42       | 0     |
| R. C. Lens "II"         | Francia    | 2021-2022 |          |       |